# Rot, Bellamonter Rottum und Dürnach
Rot, Bellamonter Rottum und Dürnach este o arie protejată (arie specială de conservare — SAC, sit de importanță comunitară — SCI) din Germania întinsă pe o suprafață de 843,39 ha, integral pe uscat.

## Localizare
Centrul sitului Rot, Bellamonter Rottum und Dürnach este situat la coordonatele 48°07′17″N 9°57′00″E / 48.1214°N 9.95°E.

## Înființare
Situl Rot, Bellamonter Rottum und Dürnach a fost declarat sit de importanță comunitară în ianuarie 2005 pentru a proteja 3 specii de plante și 5 specii de animale. Situl a fost protejat și ca arie specială de conservare în ianuarie 2019.

## Biodiversitate
Situată în ecoregiunea continentală, aria protejată conține 12 habitate naturale: Ape puternic oligomezotrofe cu vegetație bentonică cu Chara spp., Lacuri eutrofice naturale cu vegetație de tip Magnopotamion sau Hydrocharition, Cursuri de apă de la nivel de câmpie la nivel montan, cu vegetație Ranunculion fluitantis și Callitricho-Batrachion, Pajiști cu Molinia pe soluri calcaroase, turboase sau argilos-nămoloase (Molinion caeruleae), Liziere de ierburi înalte hidrofile de câmpie și de nivel montan până la alpin, Mlaștini turboase de tranziție și turbării mișcătoare, Mlaștini calcaroase cu Cladium mariscus și specii de Caricion davallianae, Mlaștini alcaline, Păduri de fag Luzulo-Fagetum, Păduri de fag Asperulo-Fagetum, Păduri pe pante, grohotișuri și ravene de Tilio-Acerion, Păduri aluvionare cu Alnus glutinosa și Fraxinus excelsior (Alno-Padion, Alnion incanae, Salicion albae).
La baza desemnării sitului se află mai multe specii protejate:
- plante (3): mușchi (Dicranum viride), Hamatocaulis vernicosus, moșișoare (Liparis loeselii)
- amfibieni (1): izvoraș-cu-burta-galbenă (Bombina variegata)
- mamifere (1): castor (Castor fiber)
- nevertebrate (2): fluturele auriu (Euphydryas aurinia), phengaris nausithous (Maculinea nausithous)
- pești (1): boarță (Rhodeus amarus)